# Ceratopogon curvistylus
Ceratopogon curvistylus är en tvåvingeart som beskrevs av Remm 1993. Ceratopogon curvistylus ingår i släktet Ceratopogon och familjen svidknott. Inga underarter finns listade i Catalogue of Life.